# Grigóriïvka (Crimea)
|  | Per a altres significats, vegeu «Grigórievka». |

Grigóriïvka (en ucraïnès: Григоріївка) és un poble de la República Autònoma de Crimea, a Ucraïna, que el 2014 tenia 288 habitants. Pertany al districte de Krasnogvardiiske.